# Чорне золото (фільм, 2011)
«Чорне золото» (фр. Or noir, англ. Black Gold, також відомий як англ. Day of the Falcon, дослівно укр. День Сокола) — пригодницька драма 2011 року режисера Жана-Жака Ано спільного виробництва Франції, Італії, Катару і Тунісу. У головних ролях Тахар Рахім, Марк Стронг, Антоніо Бандерас. Стрічку знято на основі роману «Араб» Ганса Ройха.
Сценаристом був Менно Мейджес, продюсером — Тарак Бен Аммар. Вперше фільм продемонстрували у 25 жовтня 2011 року у Катарі на кінофестивалі Доха Трайбека. В Україні у кінопрокаті фільм не демонструвався.

## Сюжет
Початок 20 сторіччя, на Аравійському півострові два ворогуючих племені укладають мирний договір, поділивши між собою спірні землі. Через 15 років на цих землях американська нафтова компанія знайшла нафту і розпочала її видобуток, що порушило мирний договір.

## У ролях
| Актор            | Персонаж            | Роль                            |
| ---------------- | ------------------- | ------------------------------- |
| Тахар Рахім      | Ауда (англ. Auda)   | принц, син султана Амара        |
| Марк Стронг      | Амар (англ. Amar)   | султан                          |
| Антоніо Бандерас | Несіб (англ. Nesib) | емір                            |
| Фріда Пінто      | Лейла (англ. Leyla) | принцеса, донька султана Несіба |
| Різ Ахмед        | Алі (англ. Ali)     | лікар                           |
| Лія Кебеде       | Айча (англ. Aicha)  | рабиня                          |
| Лотфі Дзірі      | —                   | шейх племені Бені Сіррі         |

## Сприйняття

### Критика
Фільм отримав змішані-негативні відгуки: Rotten Tomatoes дав оцінку 13% на основі 24 відгуків від критиків (середня оцінка 3,9/10) і 50% від глядачів із середньою оцінкою 3,3/5 (1,396 голосів). Загалом на сайті фільми має негативний рейтинг, фільму зарахований «гнилий помідор» від кінокритиків і «розсипаний попкорн» від глядачів, Internet Movie Database — 6,6/10 (6 564 голоси), Metacritic — 32/100 (6 відгуків критиків). Загалом на цьому ресурсі від критиків фільм отримав негативні відгуки.

### Касові збори
Під час показу у Франції (а такаж Алжирі, Монако, Марокко і Тунісі), що розпочався 23 листопада 2011 року, протягом першого тижня фільм був показаний у 454 кінотеатрах і зібрав 1091956 $, що на той час дозволило йому зайняти 7 місце серед усіх прем'єр. Показ фільму тривав 2 тижні і за цей час фільм зібрав у прокаті регіону 1684675  доларів США. Загалом стрічка зібрла у світі 3435245  доларів США при бюджеті 40 млн €.

### Нагороди і номінації[8]
| Рік  | Нагорода        | Категорія                   | Номінант                          | Результат |
| ---- | --------------- | --------------------------- | --------------------------------- | --------- |
| 2013 | Золотий трейлер | Найкраща оригінальна музика | Image Entertainment, The Refinery | Номінація |

### Виноски
1. 1 2 3  Black Gold: Release Info (англ.). Internet Movie Database. Процитовано 5 грудня 2013.
2. 1 2  Black Gold (англ.). Internet Movie Database. Процитовано 5 грудня 2013.
3. 1 2  Black Gold (англ.). Box Office Mojo. Процитовано 5 грудня 2013.
4. ↑  Black Gold: Full Cast & Crew (англ.). Internet Movie Database. Процитовано 5 грудня 2013.
5. ↑  Day of the Falcon (англ.). Rotten Tomatoes. Процитовано 5 грудня 2013.
6. ↑  Day of the Falcon (англ.). Metacritic. Процитовано 5 грудня 2013.
7. ↑  Black Gold — France Weekend Box Office (англ.). Box Office Mojo. Процитовано 5 грудня 2013.
8. ↑  Black Gold: Awards (англ.). Internet Movie Database. Процитовано 5 грудня 2013.